# Długojów (Radom)
Długojów – dzielnica w południowo-wschodniej części Radomia, ograniczona od północy lotniskiem na Sadkowie, od zachodu aleją Wojska Polskiego (graniczy z Dzierzkowem), ulicą Słowackiego (z Idalinem), na południu sąsiaduje z Malenicami, od wschodu graniczy ze wsią Janów. Na wschód od ulicy Kmicica część dzielnicy o nazwie Długojów Górny. Na terenie dzielnicy dominują tereny rolne. 
Obecna dzielnica leży na terenie dawnych wsi Długojów i Kolonia Długojów.

## Komunikacja miejska i transport
Wzdłuż granic dzielnicy przebiegają dwie drogi krajowe: nr 9 Radom – Barwinek (Słowacja) - (al. WP, ul. Słowackiego – droga międzynarodowa E371), nr 12 Łęknica (Niemcy) – Dorohusk-Berdyszcze (Ukraina) – (al. WP) 
W dzielnicy funkcjonują linie miejskie 2, 11, 15 (ul. Słowackiego), 21 (al. WP), oraz linia podmiejska B. Natomiast przez całą dzielnicę z pętlą na Długojowie Górnym funkcjonuje linia 24.